# Leptotila verreauxi
A juriti-pupu (Leptotila rufaxilla) é uma ave columbiforme da família Columbidae.

## Etimologia
O nome juriti-pupu foi selecionado como nome vernáculo técnico para a espécie Leptotila verreauxi pelo Comitê Brasileiro de Registros Ornitológicos (CBRO) em 2021.

## Caracterização
A juriti-pupu mede aproximaamente 28 cm de comprimento e pesa cerca de 150 gramas. Assemelha-se bastante à juriti-gemedeira (Leptotila rufaxilla). O macho possui pontas das retrizes laterais e abdome esbranquiçados, face dorsal do pescoço verde-cobre e coroa cinza-claro, ventre violeta-claro e dorso cinza-pardacento. A fêmea é mais clara que o macho. A íris é vermelha.

## Distribuição e habitat
É residente do sul do Texas, nos Estados Unidos, México e América Central, até o oeste do Peru e Argentina central. Também nidifica nas ilhas ao norte da América do Sul, incluindo Trinidad e Tobago e Antilhas Holandesas.
Vive em capoeiras, campos, cerrados e borda de matas.

## Subespécies
São reconhecidas catorze subespécies:
- Leptotila verreauxi verreauxi (Bonaparte, 1855) - ocorre do extremo sudoeste da Nicarágua até a Colômbia, Venezuela e em suas ilhas costeiras de Aruba, Curaçao, Bonaire e Margarita. .
- Leptotila verreauxi riottei (Lawrence, 1868) - ocorre na costa caribenha da Costa Rica;
- Leptotila verreauxi zapluta (J. L. Peters, 1937) - ocorre na ilha de Trinidad no Caribe;
- Leptotila verreauxi capitalis (Nelson, 1898) - ocorre nas ilhas de Três Marias na costa oeste do México;
- Leptotila verreauxi angelica (Bangs & T. E. Penard, 1922) - ocorre no sul dos Estados Unidos da América, do estado do Texas e costa mexicana até os estados de Guerrero e Veracruz;
- Leptotila verreauxi fulviventris (Lawrence, 1882) - ocorre do sudeste do México e da península de Yucatán até o leste da Guatemala e em Belize;
- Leptotila verreauxi bangsi (Dickey & Van Rossem, 1926) - ocorre no oeste da Guatemala, El Salvador, Nicarágua e no oeste de Honduras;
- Leptotila verreauxi nuttingi (Ridgway, 1915) - ocorre na Nicarágua, na margem oeste do lago Nicarágua e na ilha de Ométepe;
- Leptotila verreauxi tobagensis (Hellmayr & Seilern, 1915) - ocorre na ilha de Tobago no Caribe;
- Leptotila verreauxi decolor (Romero & Morales, 1981) - ocorre do oeste da cordilheira dos Andes, da Colômbia até o norte do Peru, no vale do rio Marañón e na região de Trujillo;
- Leptotila verreauxi brasiliensis (Bonaparte, 1856) - ocorre nas Guianas e no norte do Brasil;
- Leptotila verreauxi approximans (Cory, 1917) - ocorre no nordeste do Brasil, dos estados do Piauí e Ceará até o norte do estado da Bahia;
- Leptotila verreauxi decipiens (Salvadori, 1871) - ocorre nas planícies do leste do Peru, leste da Bolívia e no oeste do Brasil, ao sul do rio Amazonas;
- Leptotila verreauxi chalcauchenia (P. L. Sclater & Salvin, 1870) - ocorre do sul da Bolívia até o Paraguai, sul do Brasil, Uruguai e nas regiões central e norte da Argentina.

## Alimentação
Alimenta-se de sementes e pequenos frutos, coletados no solo. Também caçam insetos. Como os demais membros da família, não eleva a cabeça para sorver a água ao beber, como o fazem as outras aves.

## Reprodução
O ninho é construído a cerca de 5 m do solo, constituído de gravetos, onde são depositados 2 ovos brancos ou creme. A incubação é feita por ambos pais e dura aproximaamente 14 dias. A alimenação dos filhoes é inicialmente feita com leite de papo.